# Rivière Kaipokok
La rivière Kaipokok est un fleuve d'environ 114 km de long situé au nord-est de la péninsule du Québec-Labrador, au Labrador dans la province canadienne de Terre-Neuve-et-Labrador.

## Toponymie
Le nom Kaipokok vient de l'inuktitut de l'est du Canada et a été donné à la rivière par la province de Terre-Neuve en 1980.

## Description
La rivière Kaipokok est une importante rivière de la partie centrale du Labrador traversant le plateau vallonné situé au sud de la rivière Kanairiktok avec un parcours globalement rectiligne orienté vers le nord-est.

### Rivière Kaipokok branche nord
La branche nord longue d'environ 70 km prend sa source dans un étang (54° 24′ 48″ N, 61° 16′ 23″ O), à environ 320 mètres d'altitude au nord du très vaste lac Pocket Knife. Le ruisseau passe à travers plusieurs lacs sans nom en contournant le long et vaste lac Croteau par le nord dont elle capte le petit émissaire.
La petite rivière se jette à l'extrémité est du long lac Warrens. (54° 29′ 38″ N, 61° 01′ 06″ O), également alimenté par une petite rivière venue du nord à proximité de la rivière Kanairiktok.
En aval du lac Warrens, la branche nord est une petite rivière orientée vers le nord-est recevant un peu plus de 4 km en aval un affluent (54° 33′ 24″ N, 60° 48′ 58″ O) prenant sa source au nord près de la rivière Kanairiktok. La branche nord devenue plus abondante prend une direction nord-est avec un cours relativement calme avec de nombres méandres avant de rejoindre la branche sud.

### Rivière Kaipokok branche sud
La branche sud prend sa source dans un petit lac (54° 19′ 44″ N, 61° 05′ 52″ O) à environ  415 mètres d'altitude. Le ruisseau puis la petite rivière traverse une série de lacs avec une orientation générale vers le nord-est avant de poursuivre son cours dans une vallée rocheuse peu marquée. La rivière reçoit un affluent majeur en rive droite (54° 30′ 42″ N, 60° 35′ 36″ O) d'importance équivalente issu de la réunion de deux branches en amont.
Près de 4 km en aval, la branche sud reçoit l'abondant émissaire du lac Chaulks 
(54° 32′ 15″ N, 60° 34′ 22″ O) en partie alimenté par l'émissaire du vaste lac Lewis.
Sur les derniers 15 km, l'abondante rivière s'encaisse dans des gorges avec des rapides avant un cours plus calme et sinueux.

### Rivière Kaipokok
La rivière Kaipokok proprement dite est issue de la réunion des branches nord et sud à environ 15 mètres d'altitude (54° 37′ 50″ N, 60° 31′ 52″ O), même si la cartographie reprend le cours de la branche nord comme branche mère de la rivière Kaipokok.
Après un peu plus de 25 km, la rivière Kaipokok se jette dans l'extrémité ouest du lac West Micmac puis le lac East Micmac avant de rejoindre après environ 44 km le fond de la très longue baie Kaipokok (54° 45′ 27″ N, 59° 56′ 54″ O).
La partie intérieure longue de 15 km est reliée à la partie principale de la baie longue de plus de 45 km et baignant la petite communauté côtière inuite de Postville.

## Cascades
Le cours de la rivière Kaipokok est entrecoupé par de nombreux rapides et plusieurs cascades.
Sur la branche nord, la chute au km 67,6 (54° 32′ 23″ N, 60° 49′ 54″ O) ne constitue pas une barrière complète aux poissons migrateurs, mais au km 96,6 (54° 26′ 15″ N, 61° 05′ 31″ O) la poursuite de la migration des poissons est stoppée par une chute verticale de 3,1 m.
Sur la branche sud, une chute constitue une barrière complète aux poissons migrateurs (54° 30′ 27″ N, 60° 37′ 14″ O). Sur l'affluent principal de la branche sud, une chute constitue une barrière complète aux poissons migrateurs (54° 31′ 47″ N, 60° 33′ 27″ O).

## Hydrologie
La rivière Kaipokok draine un bassin versant de 2 499 km2 avec 51 affluents d'une longueur totale de 673 km enregistrés. Le débit moyen de la rivière n'a pas été mesuré. Les débits mensuels les plus élevés se produisent généralement pendant la fonte des neiges en juin.

## Faune piscicole
Les résidents de Postville ont signalé la présence du saumon atlantique, l'omble de fontaine, l'omble chevalier et l'éperlan arc-en-ciel dans la rivière Kaipokok.

## Flore
À l'exception des terres nues du cours supérieur, le bassin versant de la rivière Kaipokok est densément boisé d'épinettes noires. Le sommet des collines rocheuses sont nues avec un climat subarctique engendré par le courant du Labrador.

## Activités humaines
Les résidents de Postville ont traditionnellement utilisé la zone des lacs Micmac en aval de la rivière Kaipokok pour la chasse aux oiseaux migrateurs, le piégeage des fourrures et la pêche à l'éperlan. Les phoques fréquentent les deux lacs et y sont chassés en été.